# Helena Fibingerová
Helena Fibingerová (ur. 13 lipca 1949 w Víceměřicach) – czeska lekkoatletka, kulomiotka, reprezentująca Czechosłowację.
Dwukrotna olimpijka (Monachium 1972, Montreal 1976), brązowa medalistka igrzysk olimpijskich w Montrealu (1976), mistrzyni świata (Helsinki 1983). Dwukrotna srebrna (1978, 1982) i brązowa (1974) medalistka mistrzostw Europy, 11-krotna medalistka halowych mistrzostw Europy, w tym 8-krotnie złota (1973, 1974, 1977, 1978, 1980, 1983, 1984, 1985) i 3-krotnie srebrna (1975, 1981, 1982). Srebrna medalistka Zawodów Przyjaźń-84. Trzykrotna rekordzistka świata: 21,57 w 1974, 21,99 w 1976, 22,32 w 1977 r. (rekord życiowy i trzeci wynik w historii lekkiej atletyki). Aktualna rekordzistka świata w hali (22,50 – 1977). Helena Fibingerová była bohaterką piosenki satyrycznej śpiewanej przez Wały Jagiellońskie.

## Odznaczenia
W 2015 roku została odznaczona Medalem Za Zasługi I stopnia.